# Hipólita de Jesús

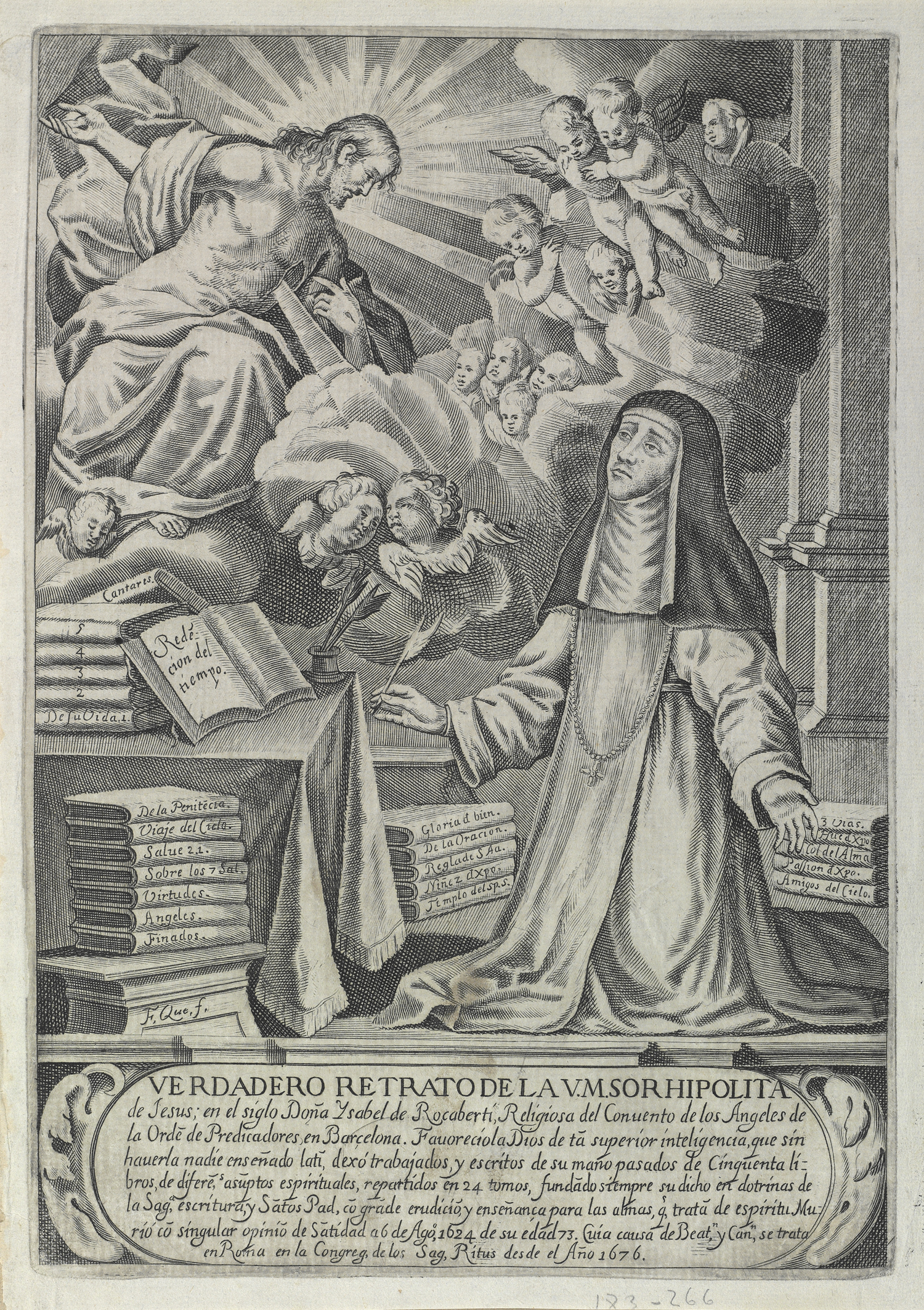
«VERDADERO RETRATO DE LA V.M. SOR HIPOLITA / de Jesús; en el siglo Doña Ysabel de Rocaberti, Religiosa del Convento de los Ángeles de / la Orden de Predicadores en Barcelona...» Grabado a buril de Francisco Quesádez aparecido primero en la edición hecha en Valencia en 1679 de su obra De los sagrados huesos de Christo y reutilizado en el tomo XII de las Obras de la V. M. Hipólita de Jesús y Rocaberti, Valencia, 1683. Inscripción: «Verdadero retrato de la V.M. sor Hipólita de Jesús; en el siglo Doña Ysabel de Rocabertí, Religiosa del Convento de los Ángeles de la Orden de Predicadores, en Barcelona. Favoreciola Dios de tan superior inteligencia que, sin haverla nadie enseñado latín, dexó trabajados, y escritos de su mano pasados de Cinquenta libros, de diferentes asumptos espirituales, repartidos en 24 tomos, fundando siempre su dicho en dotrinas de la Sag. escritura y Santos Pad. con grande erudición y enseñanza para las almas, que tratan de espíritu. Murió con singular opinión de Santidad a 6 de Agosto 1624 de su edad 73. Cuia causa de Beat^{n} y Can^{n} se trata en Roma en la Congregación de los Sag.s Ritus desde el Año 1676». Biblioteca Nacional de España.

Isabel de Rocabertí, que tomó el nombre de Hipólita de Jesús (Perelada, 1551/1553-Barcelona, 1624) fue una religiosa dominica y escritora espiritual española. 

## Biografía
Hija ilegítima de Francesc Dalmau, vizconde de Rocabertí, fue criada en Barcelona por Àngela Jerònima Poch Codina, la Corregona, a la que Hipólita consideraba su verdadera madre por las atenciones y afecto que de ella recibió. De su madre biológica nada se sabe. Al hacer profesión en el Monasterio de Nuestra Señora de los Ángeles y Pie de la Cruz de Barcelona en 1569 declaraba llamarse Hipólita Soler, por lo que se ha supuesto que ese pudiera ser el apellido materno, aunque su tía, la priora, ante la que hacía profesión, también había profesado veinticinco años atrás como Jerónima Rocabertí y Solera. Ya como religiosa profesa firmaba sus escritos y cartas privadas con el nombre de sor Hipólita de Jesús y solo una vez, en un documento notarial, firmó Hipólita Rocabertí y Soler.
Ingresó como novicia en el monasterio de Nuestra Señora de los Ángeles el 30 de septiembre de 1561, no «por devoción, sino porque assí lo querían mis padres», con una dote de 300 libras, una cantidad muy considerable si se tiene en cuenta que la tía había aportado tan solo 20 libras. Profesó el 24 de junio de 1569 y tres meses después quiso la priora que hiciese ejercicios espirituales con «un padre muy docto y espiritual», lo que para ella supuso una auténtica conversión. Al poco tiempo fue nombrada maestra de novicias, cargo que retuvo durante treinta años. Entregada a la escritura, las penitencias y la enseñanza de novicias, sin aspirar nunca al cargo de priora, el único hecho que alteró el curso de su vida fue el periodo que pasó con otras cuatro dominicas en el convento de agustinas de Santa María Magdalena de Barcelona por debida obediencia al obispo, Juan Dimas Loris, que quería imponer la observancia a las madres agustinas. Tiempo este, de 1586 a 1591, que pasó con continuos achaques y fiebres, sin otra aspiración que retornar a la tranquilidad de su celda. Murió el 6 de agosto de 1624, fiesta de la Transfiguración y dos días después fue enterrada en el capítulo.

## Escritos y censuras
Sus escritos —agrupados en veinticuatro volúmenes— constan de textos biográficos y autobiográficos, comentarios bíblicos y tratados espirituales, además de alguna poesía para ser cantada.
Escribió su autobiografía entre 1604 y 1615 a petición de su confesor, Ramón Samsó, empleando la tercera persona a partir del capítulo quinto también por recomendación del confesor. Discontinua y dispersa, la autobiografía como el resto de sus escritos no llegó a publicarse en vida de la monja, aunque se hizo un intento en 1615, y fue su sobrino el arzobispo de Valencia Juan Tomás de Rocabertí quien la preparó y sacó a la luz en 1679. En ella Hipólita se manifiesta plenamente ortodoxa, rechaza vehemente la herejía y demuestra buen conocimiento del latín y de la patrística, con especial inclinación por san Agustín. Rigurosa en la mortificación, pese a su quebrantada salud, sus reflexiones autobiográficas muestran que temía ante todo al pecado, al que combatía con la oración mental y el estudio, y ansiaba el martirio.
En sus escritos comenta y expone pasajes bíblicos en latín y en castellano, traduciendo al castellano o haciendo un resumen de los textos bíblicos que cita, como destinados a la instrucción de sus hermanas de religión, pero siempre desde la más firme ortodoxia, sin cuestionar la autoridad de la Vulgata ni defender la traducción o la lectura de la Biblia en lengua vulgar. No hay en sus escritos, excepcionales por cultura bíblica y conocimientos teológicos, nada que la haga sospechosa de herejía y nunca en vida tuvo problemas con la Inquisición. Los crecientes recelos que suscitaban las monjas ilusas y la reacción racionalista frente a la proliferación de visiones y videntes será lo que —años después de su muerte— perjudique la difusión de su obra, contra lo que ella se había precavido en vida encerrándose en el silencio de su celda. Por el contrario, para los que firman las aprobaciones con que se publicaron sus escritos, los propios textos son prueba de su autenticidad, pues sin un favor especial de Dios no serían posibles sus admirables conocimientos bíblicos y patrísticos, careciendo de estudios, e incluso su dominio del castellano, «siendo la Autora de nación Catalana», y todo ello tanto más admirable por cuanto que es mujer —«una flaca mujer, sin estudios de humanidad, sin valimientos de maestros de Sagrada Escritura, sin filosofías ni teologías aprendidas en escuelas»—.
La causa de beatificación promovida por su sobrino, Juan Tomás de Rocabertí, que había sido maestro general de la Orden de Predicadores antes de tomar posesión del arzobispado de Valencia, comenzó en febrero de 1671 en Barcelona y fue remitida a Roma en 1674. Sufrió una paralización en 1675, al advertirse posibles concomitancias entre sus actitudes y modo de orar con el quietismo y al recelarse de la autenticidad de las revelaciones y visiones, que pudieran ser en realidad fenómenos de autosugestión. El benedictino Alonso de Mier, uno de sus calificadores, sin dudar en ningún momento de la ortodoxia de la monja y de la rectitud de sus intenciones, sostenía que las visiones se hacían sospechosas por su misma frecuencia y por ir unidas «a los accidentes de melancolía, vehemencia de aprensión, frecuente dolor y debilidad de cabeza y continua calentura, en la conformidad que ella misma lo refiere en varias partes de sus libros». La respuesta del sobrino a la paralización del proceso será hacer que se publiquen a su costa entre 1679 y 1685 los escritos de sor Hipólita, al tiempo que Antonio de Lorea —encargado de la edición de las obras— escribía la biografía de la monja. Ya en 1687 varios de esos títulos fueron incluidos en el Índice quedando también comprendida dentro de la prohibición la biografía escrita por Lorea. Todavía se hizo un nuevo intento de sortear las censuras en 1688, publicando la obras de Hipólita seleccionadas y agrupadas temáticamente, con la edición en Valencia de un Epítome de los veynte y quatro tomos que escrivió la venerable madre Hypolita de Jesús y de Rocabertí, seguido en 1694 de la Exposición literal, mística y moral sobre los lugares más selectos de los s.s. quatro Evangelios. Sacada de las obras de la venerable madre Hipólita de Jesús, impresa en el mismo palacio arzobispal, pero por sucesivos decretos, llegando hasta 1695, todas sus obras acabaron siendo incorporadas al Índice y el proceso de beatificación quedó detenido indefinidamente.